# Макс Брукс
Максимилиан Майкъл „Макс“ Брукс (на английски: Maximillian Michael "Max" Brooks) е автор на хоръри и сценарист. Той е син на създателят на множество комедии Мел Брукс и актрисата Ан Банкрофт. За разлика от баща си, Макс набляга повече на ужасите, в частност - истории за зомбита. Участва и като актьор и озвучител в телевизията.

## Творчество
От 2001 до 2003 г. Макс Брус е член на екипа сценаристи на шоуто Saturday Night Live по Ен Би Си.
В The Zombie Survival Guide (2003) описва подробно създаването и животът на зомбитата. През 2009 г. излиза The Zombie Survival Guide: Recorded Attacks – графичен роман, в който са изобразени някои от събитията от книгата.
На 12 септември 2006 г. е публикуван романът му „Z-та световна война“ (на английски: World War Z: An Oral History of the Zombie War), който проследява войната между хора и зомбита. През 2013 г. е премиерата на апокалиптичния филм под същото име - „Z-та световна война“ - с Брад Пит в главната роля.
The New Dead е антология от 2010 г. включваща непубликувани зомби истории, съдържаща и разказ свързан със „Z-та световна война“, наречен Closure, LTD.

### Самостоятелни романи
- The Zombie Survival Guide: Complete Protection from the Living Dead (2003)
- World War Z: An Oral History of the Zombie War (2006)
 „Z-та световна война“ е публикуван на 2 април 2012 г. от изд. Изток-Запад[1] с твърди (ISBN 978-619-152-020-6) и меки (ISBN 978-954-321-996-4) корици в превод от английски на Адриан Лазаровски и корица на Петър Станимиров.
- Devolution: A Firsthand Account of the Rainier Sasquatch Massacre (2020)
 „Деволюция“ е публикуван на 16 октомври 2020 г. от изд. Ciela[2] с меки корици (ISBN 978-954-28-3300-0) в превод от английски на Богдан Русев и корица на Живко Р. Петров.

### Участие в общи серии с други писатели

#### Серия „Джи Ай Джо“ (G.I. Joe)
- Hearts & Minds (2010) – с Хауърд Чайкин и Антонио Фузо
- Tales From The Cobra Wars (2011)

от серията има още 9 романа от различни автори

### Сборници
- Closure, Limited (2012)
- The Essential Max Brooks (2013)
- Max Brooks Boxed Set (2013)

### Графични романи
- The Zombie Survival Guide: Recorded Attacks (2009)
- The Harlem Hellfighters (2014)
- Max Brooks' The Extinction Parade Volume 1 (2014)

### Документалистика
- The Zombie Survival Guide Deck: Complete Protection from the Living Dead (2008)
- Zombie Survival Mini Note Pads (2008)
- Zombie Survival Notes Mini Journal (2008)
- Zombie Survival Guide 2011 (2010)
- The Zombie Survival Guide Journal (2011)